# جورج چاپمن
جورج چاپمن (هیچچین، هرتفوردشایر، ح. 1559 - لندن، 12 مه 1634) دراماتور، مترجم و شاعر انگلیسی بود. او یک محقق کلاسیک بود. چاپمن به خاطر ترجمه‌های خود از ایلیاد هومر و ادیسه و نبرد قورباغه‌ها و موشهابه بهترین وجه در ذهن‌ها ماندگار شد.